# سیاوش سرمدی
سیاوش سرمدی (زادهٔ ۱۳۵۷ در تهران) کارگردان ایرانی است. او بیشتر برای ساخت فیلم سینمایی منصور و مستندهای مختلف سیاسی و اجتماعی شناخته می‌شود.  

## فیلم‌شناسی

### فیلم سینمایی
- منصور (۱۳۹۹)

### مستند
- به دنبال حقیقت (۱۳۹۰)
- جنگ ششم (۱۳۹۳)
- تهران تقاطع سئول (۱۳۹۳)

## جوایز
| سال  | جشنواره                          | بخش                 | اثر   | نتیجه    | جایزه        | منبع  |
| ---- | -------------------------------- | ------------------- | ----- | -------- | ------------ | ----- |
| ۱۳۹۹ | سی و نهمین دوره جشنواره فیلم فجر | بهترین کارگردان اول | منصور | نامزدشده | سیمرغ بلورین |       |
| ۱۴۰۱ | هفتمین جایزه هنر انقلاب          | چهره برگزیده سینما  | منصور | برنده    |              | [ ۳ ] |